# Slovenská Basketbalová Liga
La Slovenská Basketbalová Liga (SBL), es la máxima competición de baloncesto de Eslovaquia. Cuenta con 7 equipos, tras la renuncia de dos equipos de la temporada anterior, el Slávia Žilina y el Rieker Com Therm Komárno debido a dificultades financieras.

## Equipos 2020-2021
| Equipo                    | Ciudad           | Pabellón             |
| ------------------------- | ---------------- | -------------------- |
| 04 AC LB Spišská Nová Ves | Spišská Nová Ves |                      |
| Handlová                  | Handlová         | Športová Hala        |
| Inter Bratislava          | Bratislava       | Hant Aréna           |
| Iskra Svit                | Svit             | Iskra Aréna          |
| Lučenec                   | Lučenec          |                      |
| Levickí Patrioti          | Levice           | Športová Hala Levice |
| Prievidza                 | Prievidza        | Niké Aréna           |

## Finales
| Temporada | Campeón          | Resultado | Subcampeón       |
| --------- | ---------------- | --------- | ---------------- |
| 2006–07   | Slávia TU Košice | 4–0       | Inter Bratislava |
| 2007–08   | Pezinok          | 3–1       | Inter Bratislava |
| 2008–09   | SPU Nitra        | 3–2       | Pezinok          |
| 2009–10   | Pezinok          | 3–2       | SPU Nitra        |
| 2010–11   | Astrum Levice    | 3–2       | SPU Nitra        |
| 2011–12   | Prievidza        | 3–1       | Rieker Komárno   |
| 2012–13   | Inter Bratislava | 4–3       | Rieker Komárno   |
| 2013–14   | Inter Bratislava | 4–0       | Prievidza        |
| 2014–15   | Rieker Komárno   | 4–3       | Prievidza        |
| 2015–16   | BC Prievidza     | 4–1       | Rieker Komárno   |
| 2016–17   | Inter Bratislava | 4–1       | Rieker Komárno   |
| 2017–18   | Levickí Patrioti | 4–1       | Košice           |
| 2018–19   | Inter Bratislava | 4–0       | Prievidza        |

## Historial
| - 1993 Davay Pecinok - 1994 BC Prievidza - 1995 BC Prievidza - 1996 BK Inter Bratislava - 1997 BK Slovakofarma Pecinok - 1998 Slovakofarma Pecinok - 1999 Slovakofarma Pecinok - 2000 Slovakofarma Pecinok - 2001 Slovakofarma Pecinok - 2002 Slovakofarma Pecinok - 2003 BK Iskra Svit - 2004 E.S.O.Lučenec - 2005 BK Edymax SPU Nitra | - 2006 E.S.O.Lučenec - 2007 Slávia TU Košice - 2008 Basketbal Pezinok - 2009 BK Edymax SPU Nitra - 2010 Basketbal Pezinok - 2011 Onyx Levice - 2012 BC Prievidza - 2013 BK Inter Bratislava - 2014 BK Inter Incheba Bratislava - 2015 MBK Rieker COM-therm Komárno |